# Memorandum 26 kunsthistoriků
Memorandum 26 kunsthistoriků byl dopis čelných představitelů odborných uměleckohistorických institucí a vysokoškolských pracovišť České republiky k obnově Mariánského sloupu na Staroměstském náměstí v Praze adresovaný pražskému primátorovi Zdeňku Hřibovi a členům Rady hl. města Prahy ze dne 28. června 2019 zveřejněný Ústavem dějin umění Akademie věd České republiky.
Memorandum mimo jiné uvedlo, že pokud by se (tzv. kopie) instalovala, „stala by se jen zcela nevěrohodnou, banální atrakcí“, a vyzývalo příslušné orgány města, aby nepřipustily rekonstrukci mariánského sloupu v navrhované podobě. Podle závazného stanoviska Odboru památkové péče Magistrátu hl. m. Prahy (MHMP OPP) ze dne 20. 10. 2014 by ale provedení rekonstrukce bylo z hlediska zájmů státní památkové péče přípustné za stanovených podmínek (zejména: podrobný návrh rekonstrukce soch andělů s ďábly a návrh barevnosti povrchové úpravy bude předložen MHMP OPP k posouzení v samostatném správním řízení).

## Podepsaní
- Milena Bartlová, vedoucí Katedry teorie a dějin umění Vysoké školy uměleckoprůmyslové v Praze.
- Richard Biegel, ředitel Ústavu pro dějiny umění Filozofické fakulty Univerzity Karlovy.
- Jiří Fajt, bývalý generální ředitel Národní galerie v Praze.
- Ivan Foletti Ivan, Seminář dějin umění Filozofické fakulty Masarykovy univerzity.
- Kateřina Horníčková, Ústav věd o umění a kultuře Filozofické fakulty Jihočeské univerzity v Českých Budějovicích.
- Lada Hubatová-Vacková, Ústav věd o umění a kultuře Filozofické fakulty Jihočeské univerzity v Českých Budějovicích.
- Ondřej Jakubec, proděkan pro bakalářské a magisterské studium Filozofické fakulty Masarykovy univerzity.
- Marie Klimešová, Ústav pro dějiny umění Filozofické fakulty Univerzity Karlovy.
- Radka Nokkala Miltová, vedoucí Semináře dějin umění Filozofické fakulty Masarykovy univerzity.
- Jaromír Olšovský, vedoucí Katedry dějin umění a kulturního dědictví, Filozofická fakulta Ostravské univerzity.
- Michaela Ottová, Ústav pro dějiny umění Filozofické fakulty Univerzity Karlovy.
- Martina Pachmanová, Katedra teorie a dějin umění, Vysoká škola uměleckoprůmyslová v Praze.
- Alena Pomajzlová, Seminář dějin umění Filozofické fakulty Masarykovy univerzity.
- Daniela Rywiková, Katedra dějin umění a kulturního dědictví Filozofické fakulty Ostravské univerzity a proděkanka pro zahraniční a vnější vztahy.
- Lubomír Slavíček, Seminář dějin umění Filozofické fakulty Masarykovy univerzity.
- Lubomír Sršeň, Národní muzeum, oddělení starších českých dějin.
- Pavel Suchánek, Seminář dějin umění Filozofické fakulty Masarykovy univerzity.
- Michal Šroněk, zástupce ředitele Ústavu věd o umění a kultuře Filozofické fakulty Jihočeské univerzity v Českých Budějovicích a kontaktní osoba signatářů.
- Vít Vlnas, vedoucí Ústavu dějin křesťanského umění Katolické teologické fakulty Univerzity Karlovy.
- Pavel Vlček, Ústav dějin umění Akademie věd České republiky.
- Radim Vondráček, ředitel sbírek a výzkumu, Uměleckoprůmyslové museum v Praze.
- Tomáš Winter, ředitel Ústavu dějin umění Akademie věd České republiky.
- Marius Winzeler, ředitel Sbírky starého umění, Národní galerie Praha.
- Jana Zapletalová, vedoucí katedry dějin umění Filozofické fakulty Univerzity Palackého v Olomouci.
- Eliška Zlatohlávková, Ústav dějin křesťanského umění Katolické teologické fakulty Univerzity Karlovy.
- Martin Zlatohlávek, Katolická teologická fakulta Univerzity Karlovy.